# Ce qui était perdu
Ce qui était perdu est un roman de François Mauriac publié en 1930 aux éditions Grasset.

## Éditions
- Ce qui était perdu, éditions Grasset, 1930.